# Lygropia flavivialis
Lygropia flavivialis is een vlinder uit de familie van de grasmotten (Crambidae). De wetenschappelijke naam van deze soort is voor het eerst gepubliceerd in 1912 door George Francis Hampson.
Deze soort komt voor in Brazilië.